# Двудомные растения
Двудомные растения — растения, у которых однополые мужские (тычиночные) и женские (пестичные) цветки (или мужские и женские половые органы у нецветковых растений) находятся на разных особях.
Опыление у двудомных растений происходит только перекрестным способом. У ивы, например, плоды завязываются только тогда, когда пыльца с мужских цветков, которые размещены на одних деревьях, будет перенесена на женские цветки других деревьев. Большую роль в этом играют пчёлы. Двудомность — это приспособление растений к перекрёстному опылению. Несмотря на то, что для двудомных растений необходимость самоопыления полностью исчезает, недостатком такого приспособления является то, что половина популяции в этом случае не даёт семян.
В растительном мире по состоянию на 1966 год таких растений насчитывалось немного — 4—6 % от общего числа.
К двудомным растениям относятся: ива, крапива двудомная, лавр, облепиха, омела, осина, спаржа, тополь, конопля, шпинат, щавель, некоторые виды клубники.